# ستيوارت إينسورث
ستيوارت إينسورث (بالإنجليزية: Stewart Ainsworth)‏ هو عالم آثار بريطاني، ولد في 26 يونيو 1951 في يوركشاير في المملكة المتحدة.